# Almirante Latorre (1914)
El acorazado Almirante Latorre —llamado así en honor del vicealmirante don Juan José Latorre— fue un buque tipo Súper-dreadnought construido para la Armada de Chile. Fue el primero de los dos buques de su clase, encargados al Reino Unido para poder responder a las anteriores compras de buques de guerra realizadas por Brasil y Argentina. Se comenzó a construir en la ciudad de Newcastle upon Tyne, Inglaterra, poco después de su petición en noviembre de 1911. Casi al final de su construcción, fue requisado por el Reino Unido para ser usado por la Royal Navy en la Primera Guerra Mundial. Fue puesto en servicio en septiembre de 1915 con el nombre HMS Canada. Con la Marina Real Británica, sirvió en la Gran Flota durante la guerra y participó en la Batalla de Jutlandia.

## El pedido chileno

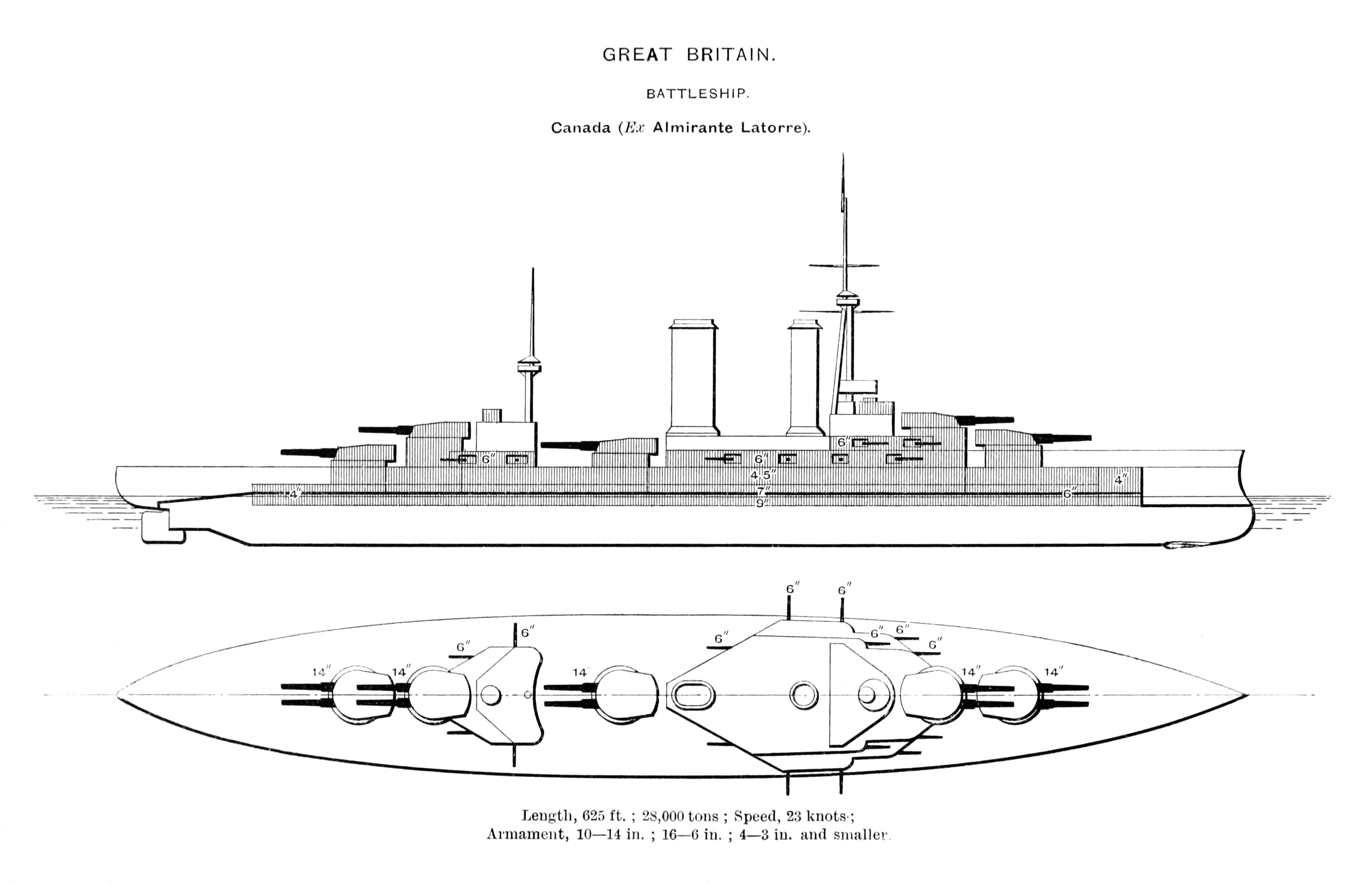
Planos del Almirante Latorre, que luego se convirtió en el HMS Canada.

El buque fue fruto de una ley chilena, que a raíz de las celebraciones del centenario de la Independencia de Chile, en septiembre de 1910, autorizó la construcción de dos acorazados dreadnoughts, seis destructores y dos submarinos. Los acorazados fueron encargados con los nombres de Santiago y Valparaíso.
El pedido se hizo en el contexto de la carrera armamentista naval sudamericana en el Cono Sur, en la que Argentina y Brasil también habían encargado sus propios acorazados. La marina del Brasil había comenzado a construir en el Reino Unido el Minas Geraes y el São Paulo en 1907. Argentina, por su parte, había solicitado a principios de 1910 la construcción de los dreadnoughts ARA Moreno y ARA Rivadavia, en los Estados Unidos.
Tanto los acorazados brasileños como los argentinos dejaban obsoleta a la flota chilena existente entonces. De alguna manera, en Sudamérica se vivía una pequeña carrera a escala entre el cañón y el blindaje, gemela de la que se desarrollaba en las potencias coloniales europeas a nivel de grandes flotas. En este contexto, las autoridades navales chilenas tuvieron la ventaja de ser las últimas en encargar sus dreadnoughts, por lo que pudieron solicitar especificaciones más exigentes que las de los barcos argentinos en concreto. Ante el gran blindaje de estos últimos buques, se resolvió aumentar en dos pulgadas el calibre de las baterías principales chilenas (14"), respecto a las de sus vecinos sudamericanos (12").
En las gradas, el proyectado Valparaíso, pasó a denominarse Almirante Latorre, y el Santiago, fue renombrado Almirante Cochrane. La construcción fue encargada al astillero británico Armstrong Whitworth, en base al diseño de un ingeniero de la misma empresa, Eustace Tennyson d'Eyncourt. Fuentes chilenas afirman que el Latorre fue el primer acorazado con cañones de 14", pero muchas otras fuentes contradicen esta información, asegurando que en 1910 estaban en gradas los buques japoneses Kongo e Hiei, además de los estadounidenses USS New York y USS Texas, que contaban con piezas de ese calibre. Todos estos acorazados fueron lanzados en 1912, un año antes que el Latorre. 

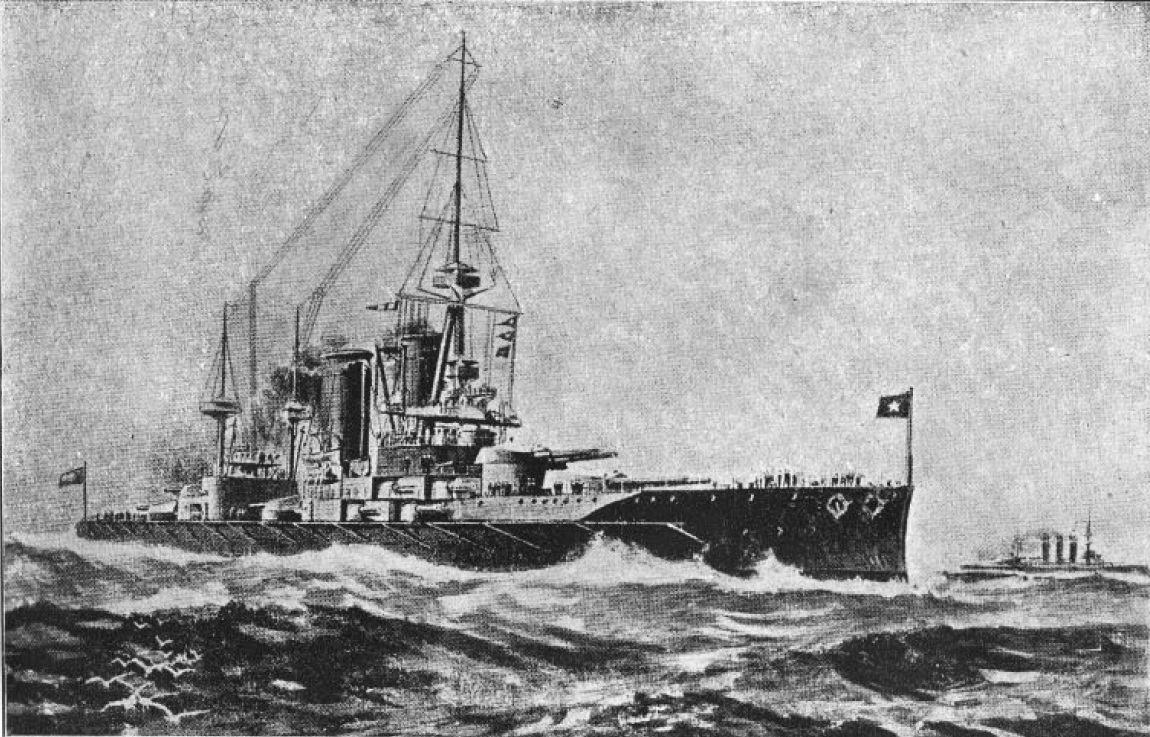
Acorazado Almirante Latorre ca. 1926.

El diseño estaba basado en los acorazados británicos de la clase Iron Duke, diferenciándose de ellos por su batería de 14", su menor blindaje y autonomía. El buque durante gran parte del servicio se encabuzaba, lo que fue superado después de que le instalaron bulges antitorpedos. Comparados con los acorazados argentinos y brasileños, poseía menor blindaje. Sin embargo, la batería de 14" disparaba granadas que, si bien, no eran demasiado distintas que las de 13,5" de los acorazados británicos, era muy superior a la que poseían los acorazados argentinos y brasileños. Los cañones del Latorre podían disparar proyectiles de entre 635 y 721 kilos, más del doble de la munición de 350 kilos de los cañones de 305 mm. Del mismo modo, el alcance de 20 kilómetros, en comparación a los 15 kilómetros de los otros acorazados, suponían una importante ventaja. No obstante, este buque presentaba los mismos problemas que todos los buques de la Royal Navy, es decir poco blindaje; en favor de mayor velocidad, pero esta desventaja se mitigaba en atención al que el blindaje era lo bastante fuerte como para resistir el impacto de los cañones de 305 mm en las zonas más importantes del buque, de tal que para causar daños importantes, los buques que se le enfrentaran, debían reducir considerablemente la distancia. 
En principio, su precio fue excesivo, si se lo compara con el precio de acorazados de la misma Royal Navy, mucho más poderosos. Por ejemplo, eran más caros que los acorazados rápidos Queen Elizabeth, cuando estas naves poseían batería de 15", una velocidad y potencia mucho mayor y mejor protección. Pero Luego, al re comprar el ahora HMS Canadá, incorporó en el contrato a los destructores clase Almirante, los tres que sobrevivieron, más un remolcador, por un precio de 1.400.000 libras esterlinas. Menos de la mitad del costo original, principalmente debido al desgaste que el buque sufrió por su servicio en la Grand Fleet, tiempo en el cual los británicos aumentaron en 25 mm el blindaje de las santabárbaras.

## HMSCanada

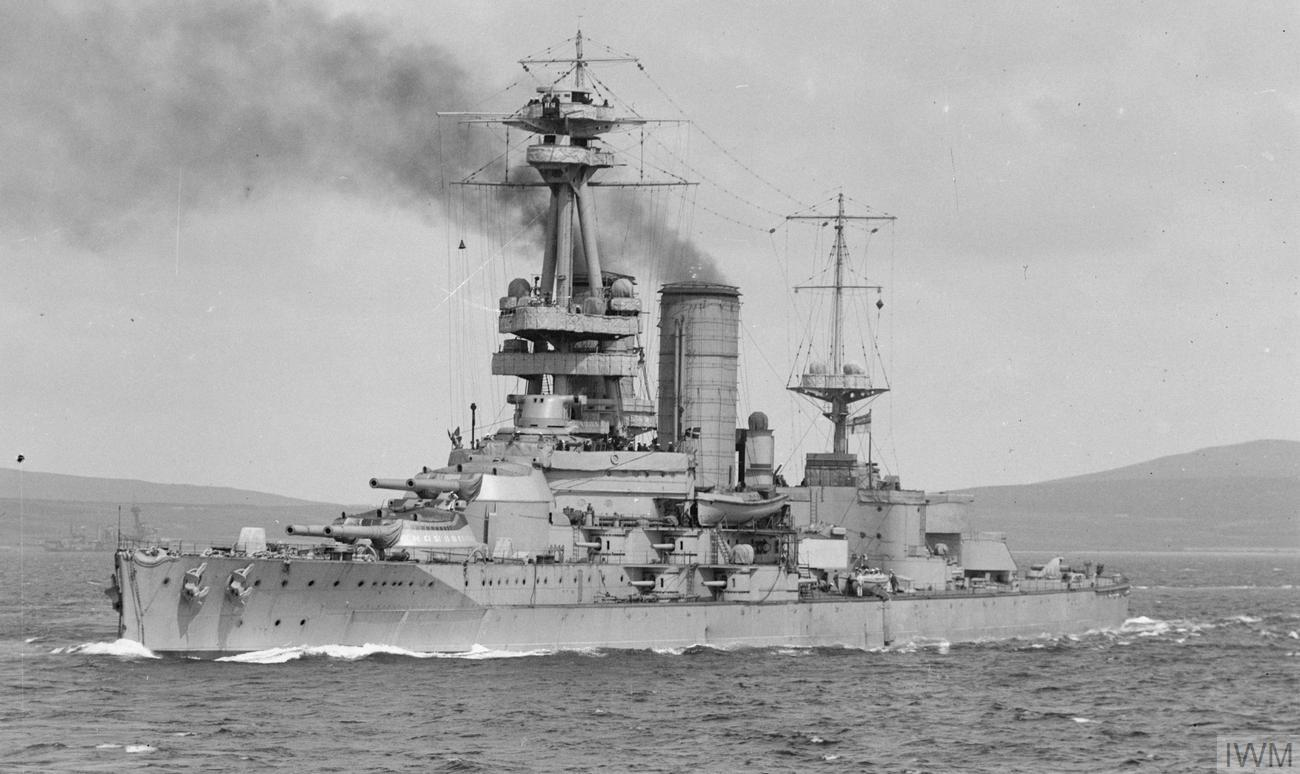
El HMS Canada durante la Primera Guerra Mundial.

Al comenzar la Primera Guerra Mundial, los británicos requisaron el Latorre, que pasó a llamarse HMS Canada. Por su parte, el acorazado gemelo del Latorre -parte del pedido de Chile-, el Almirante Cochrane, estaba menos adelantado, por lo que fue comprada a un modesto precio en 1917, convirtiéndose en el portaaviones HMS Eagle, uno de los pioneros dentro de este tipo de buques. 
El HMS Canada formó parte del Cuarto Escuadrón de Batalla de la famosa Gran Flota, participando en la Batalla de Jutlandia. Durante la batalla disparó 42 granadas de 14", y no recibió impactos del fuego alemán. Más tarde fue trasladado al Primer Escuadrón de Batalla, y en 1919 fue destinado al Mar Mediterráneo.

## Almirante Latorre

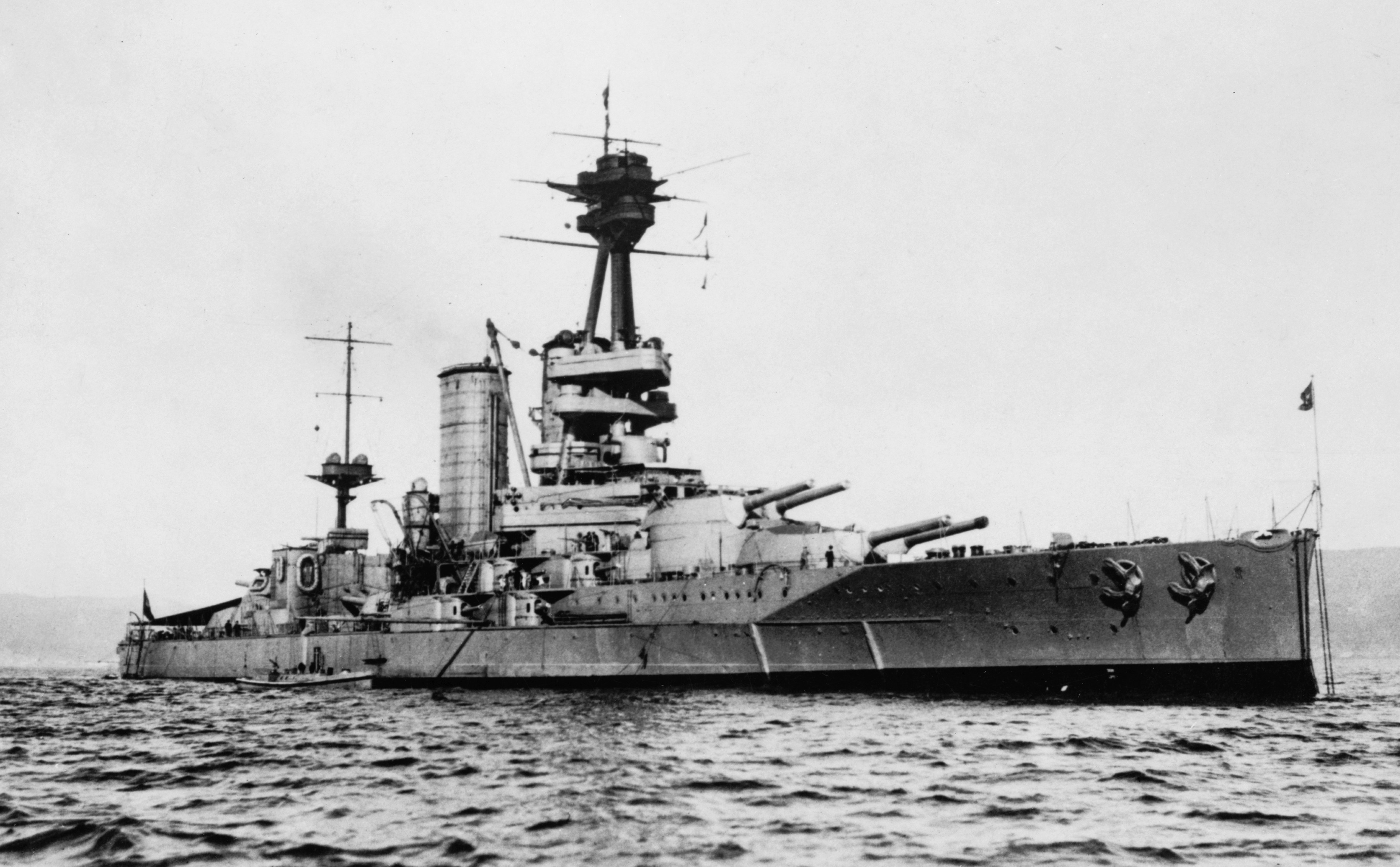
El acorazado chileno Almirante Latorre en 1921.

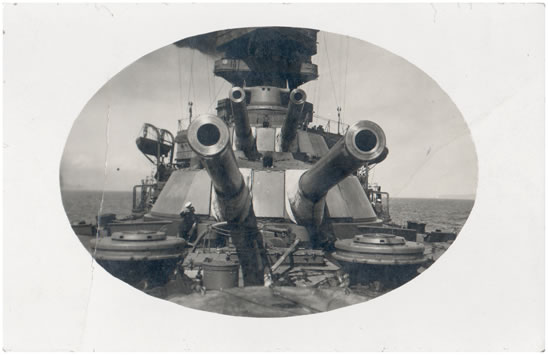
Los cañones de 14 pulgadas del Latorre eran los más poderosos embarcados en Sudamérica en su época.

Después de finalizada la guerra, el Canada fue readquirido por Chile en 1920, como parte de un paquete que incluía 3 cazatorpederos y un remolcador, todo a un precio de un millón de libras -alrededor de la mitad del coste original del acorazado-. En cambio, el HMS Eagle no fue readquirido.
El Latorre fue reacondicionado y modernizado, con nuevos sistemas de control de tiro y reforzamiento de corazas. Arribó a Valparaíso en 1921, equilibrando así la Armada chilena las fuerzas navales con Brasil y Argentina, y aun superando a la del Perú. Fue en su momento el orgullo de la Armada de Chile y en él se educaron generaciones de marinos y oficiales y muchas leyendas y mitos se tejieron respecto de su tamaño.[cita requerida]

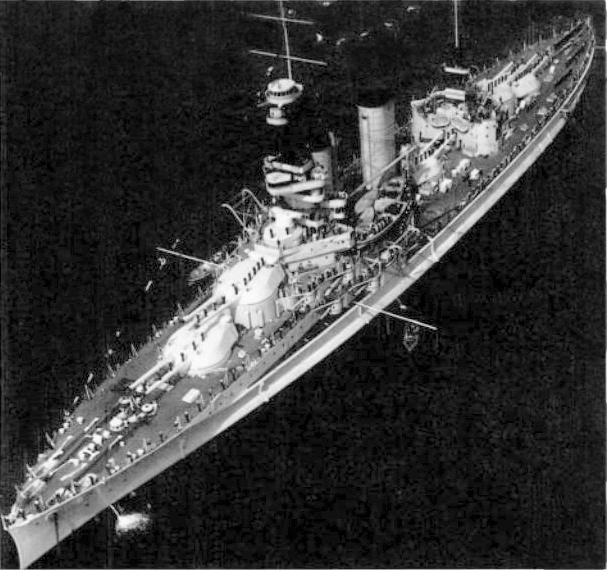
Vista aérea del Almirante Latorre en la década de 1930.

El Latorre albergaba aviación embarcada, gracias a sus catapultas y grúas, para lanzamiento y recuperación de hidroaviones. En 1930 fue enviado a Davenport, donde se le sometió a transformaciones mayores. 
Al regreso de este viaje, estando fondeado en Coquimbo, el acorazado fue el cuartel central de la marinería rebelada, durante la llamada Sublevación de la Escuadra de 1931. Durante dicha coyuntura, el Latorre repelió un bombardeo aéreo realizado por la Fuerza Aérea de Chile, leal al gobierno de Manuel Trucco.
Entre ese año y 1935 el acorazado permaneció en la reserva activa, debido a los problemas económicos del país. Después del comienzo de la Segunda Guerra Mundial, los Estados Unidos hicieron una oferta de compra por el buque, que sin embargo fue rechazada. En 1951 se produjo un incendio en la sala de máquinas del buque.
Finalmente en 1958, el Latorre fue desguazado y vendido a un astillero japonés llamado Mitsubishi Heavy Industries Ltd., algunas de sus partes (pescantes entre otros accesorios menores) fueron usados para la restauración del Acorazado Mikasa.

### Listas relacionadas
• Acorazados
• Lista de Clases de Acorazados
• Carrera armamentista naval sudamericana
• Anexo:Buques retirados de la Armada de Chile